# Транспаданська республіка
Транспаданська республіка (італ. Repubblica Transpadana) — короткочасна італійська держава періоду Наполеонівських війн.
10 травня 1796 року французька армія розбила австрійські війська в битві при Лоді і зайняла Міланське герцогство. Наполеон створив тимчасовий орган (Головне управління Ломбардії), який замінив австрійських чиновників і створив маріонеткову Транспаданську республіку.
Адміністрації були надані усі цивільні повноваження, проголошені Наполеоном 29 жовтня 1796 року. Адміністрація складалася з чотирьох відділів — культурно-релігійного, інженерного, фінансового та комерційного.
Після нових перемог наполеонівської армії, територія республіки виросла. Після підписання Леобенського миру 17 квітня 1797 року, Франція розпочала окупацію Венеційської республіки, завоювавши Бергамо і розташувавшися на схід від річки Адда до річки Олійо. 19 травня Наполеон приєднав до Транспаданської республіки територію Моденського герцоґства, яка межувала з Циспаданською республікою. 29 червня 1797 року Транспаданська республіка ввійшла до новоствореної Цизальпійської республіки.